# 馬爾德羅 (密西西比州)
馬爾德羅（英語：Muldrow）是位於美國密西西比州奧克蒂比哈縣的非建制地區。

## 歷史
馬爾德羅的郵局於1906年設立，其後於1918年停運。當地於1900年時有人口41人。

## 地理
馬爾德羅所處的海拔為高於海平面69米（即226英呎），而該地所採用的時區為UTC-6，即北美中部時區（CST）。同時該地設有夏令時間，為UTC-6調快一小時，即UTC-5（CDT）。